# Macy Gray
Pour les articles homonymes, voir Gray.
Natalie Renee McIntyre, dite Macy Gray, est une chanteuse, auteure-compositrice-interprète et actrice américaine, née le 6 septembre 1967 à Canton dans l'Ohio.
Chanteuse de soul, R'n'B et neo soul, elle est connue pour sa voix aiguë et cassée.
Elle a été récompensée aux Grammy Awards.

## Biographie
Macy Gray est née le 6 septembre 1967 à Canton dans l'Ohio.

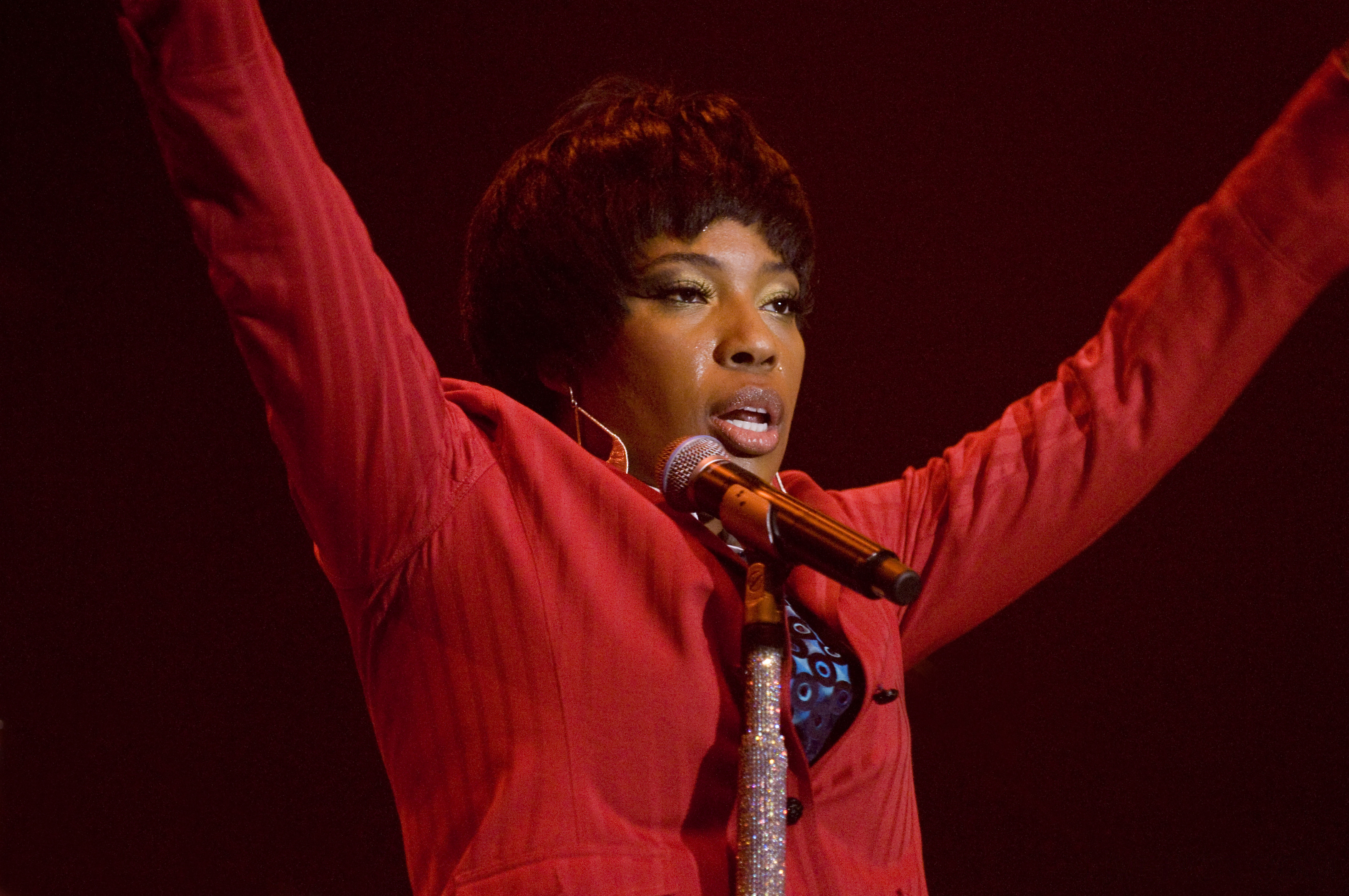
2010.

Sa carrière artistique débute après son passage à Los Angeles, en Californie, en 1998. Ses deux titres I've Committed Murder et Why Didn't You Call Me ont été enregistrés à cet endroit.
En 2001, Macy Gray est récompensée d'un Grammy Award de la meilleure performance vocale pop pour son titre I Try, titre qui est également nommé pour les prix de la Chanson de l'année et l'Enregistrement de l'année. Le titre I Try apparaît dans l'épisode pilote de la série Gilmore Girls. On peut également entendre ce titre dans l'un des épisodes les plus marquants de la série Spin City (dernier épisode de la saison 4, au moment des adieux entre Mike et son équipe). Elle a alors collaboré avec Fatboy Slim dans Halfway Between the Gutter and the Stars, les Black Eyed Peas (pour la chanson Request Line) et Slick Rick (pour la chanson The World is Yours dans la bande originale du film Rush Hour 2) alors qu'elle tournait dans Training Day. Elle est un peu boudée en 2001, lorsqu'elle oublie les paroles de l'hymne national américain.
Au cœur de la polémique, l'album The ID est un échec commercial, calant en grande partie dans les bacs des États-Unis, malgré des collaborations avec John Frusciante et Erykah Badu, et malgré le titre Sweet Baby qui obtient la onzième place au hit parade. Peut-être cet échec est-il dû à la date de sortie de l'album, une semaine avant les attentats du 11 septembre 2001.
En 2002, elle apparaît dans Spider-man, jouant son propre-rôle et Training Day.
Elle travaille avec Carlos Santana pour son album Shaman. Puis, en 2003, elle réalise son troisième album, The Trouble With Being Myself. Un projet de dessin animé relatant l'enfance de Macy Gray est également développé mais jamais réalisé.
Macy a réalisé dix albums, un album de compilations et un album live.
Elle participe à l'émission Dancing with the Stars en 2009.
Outkast et Sleepy Brown contribuent au nouvel album de Macy Gray, Big, sorti le 26 mars 2007. En 2011, elle chante sur The Mega Song, la chanson promotionnelle de Megaupload.
Macy Gray est mariée à Tracy Hinds de 1996 à 1998 : ils ont trois enfants. En 2005, elle a ouvert une école de musique nommée The Macy Gray Music Academy,.
En 2016, Ariana Grande collabore avec elle pour son nouvel album Dangerous Woman sur le titre Leave Me Lonely.

## Discographie

### Albums studio
- 1999 : On How Life Is
- 2001 : The Id

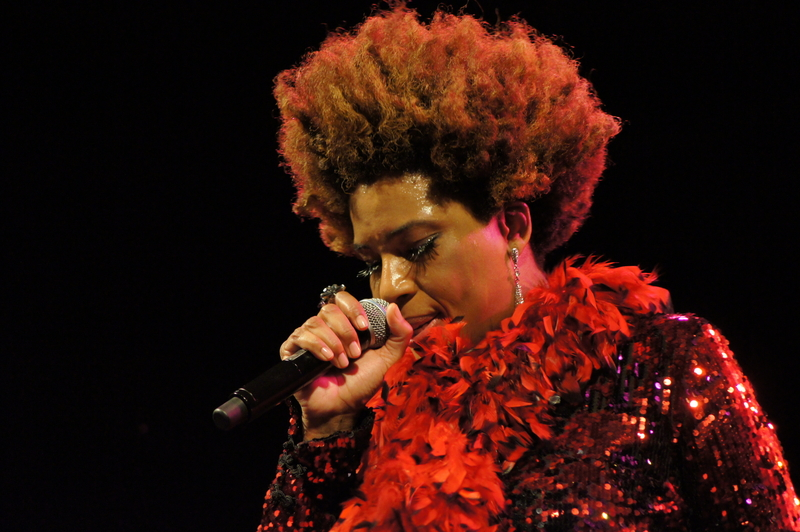
2013.

- 2003 : The Trouble with Being Myself
- 2007 : Big
- 2010 : The Sellout
- 2012 : Covered (album composé de reprises)
- 2012 : Talking Book (réinterprétation de l'album Talking Book de Stevie Wonder sorti en 1972)
- 2014 : The Way
- 2016 : Stripped
- 2018 : Ruby[9]

### Compilations & Live
- 2004 : The Very Best of Macy Gray
- 2005 : Live in Las Vegas

## Filmographie

### Cinéma
- 2001 : Training Day : la femme de Sandman
- 2002 : Spider-Man : elle-même
- 2003 : Scary Movie 3 de David Zucker : elle-même
- 2003 : Gang of Roses : la femme aux cheveux noirs
- 2004 : Lackawanna Blues : Pauline
- 2004 : Le Tour du monde en quatre-vingts jours (Around the World in 80 Days) de Frank Coraci : la Française endormie
- 2005 : The Crow: Wicked Prayer : Carman
- 2005 : Domino : Lashandra Davis
- 2006 : Shadowboxer : Neisha
- 2006 : Idlewild Gangsters Club (Idlewild) : Taffy
- 2010 : Les Couleurs du destin (For Colored Girls) : Rose
- 2012 : Paperboy : Anita
- 2015 : Brotherly Love : Mme Taylor
- 2015 : Where children play : Helen Harold

### Télévision
- 2000 : Ally McBeal : elle-même (saison 3, épisode 20)
- 2004 : Mes plus belles années : Carla Thomas (saison 2, épisode 12)
- 2004 : Phénomène Raven : Rhonda (saison 3, épisode 4)
- 2005 : Missing : Disparus sans laisser de trace : Cleo (saison 3, épisode 13)
- 2005 : Duck Dodgers : Lady Chanticleer (voix) (saison 2, épisode 10)
- 2005 : American Dragon: Jake Long : Miss Jenkins/grand-mère de Trixie (voix) (saison 1, épisodes 5 et 8)
- 2016 : La Fête à la maison : 20 ans après (Fuller house) : elle-même (saison 1, épisode 3)

### Jeux vidéo
- 2001 : SSX Tricky : Seeiah Owens (voix)